# 헤스페로사우루스

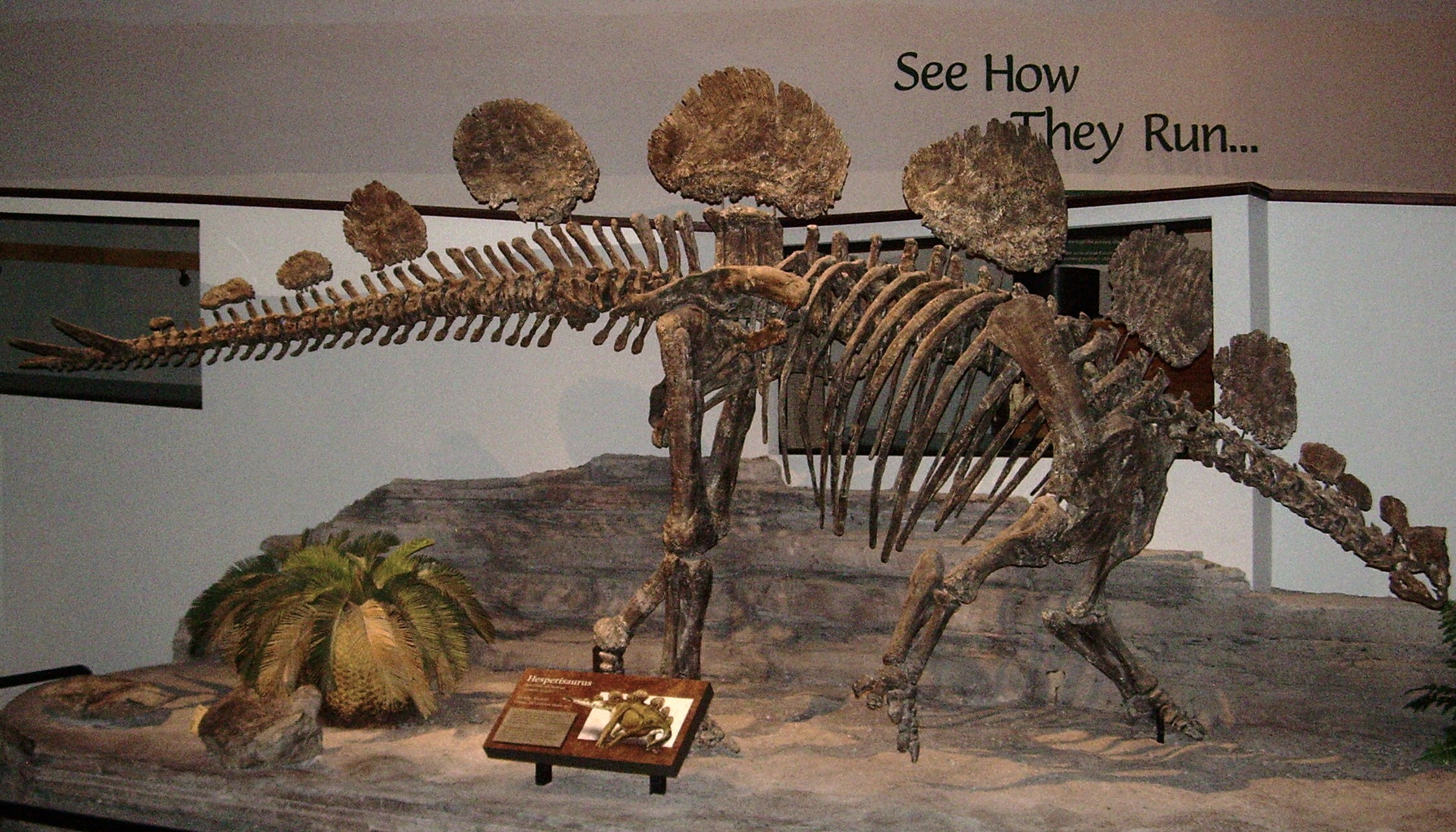

헤스페로사우루스(Hesperosaurus)는 스테고사우루스와 흡사한 초식공룡이다.